# Tombeau de Rainiharo
Le tombeau de Rainiharo (ou « mausolée de Rainiharo », ou « tombeau des premiers ministres ») est la sépulture érigée à Antananarivo (Madagascar) en l'honneur du premier ministre Rainiharo (en) décédé en 1852.

## Histoire
Le bâtiment est l'œuvre de Jean Laborde. Il est construit entre 1846 et 1854, et constitue le premier grand bâtiment en pierre de taille de la ville,. Laborde fut assisté par le pasteur Rainitrimo dans l'élaboration du bâtiment.
Selon la légende, lors de l'enterrement de Rainiharo dans son mausolée, un bœuf fut immolé à chaque pas entre Andohalo et Isotry. La Reine Ranavalona Ire exigea qu'à chaque ouverture du tombeau, 200 soldats en uniforme rouge soient spectateurs, accompagnés de la musique royale, des officiers du palais en grande tenue, et que 16 coups de canon soient tirés.
Le tombeau est classé monument historique en 1913, et cessa d'accueillir de nouveaux corps. En 1961, le corps de Victoire Rasoamanarivo est transféré au caveau des Missionnaires à Ambohipo.
En 2008, le lieu et ses jardins sont entretenus par un gardien mais ne bénéficient d'aucun financement public pour l'entretien, et les lieux ne disposent pas d'installation électrique pour l'éclairage le soir. 
En janvier 2019, la ministre de la culture du pays annonce son intention de développer un plan de sauvegarde et de préservation du tombeau qui subit l'usure du temps. 

## Description
Le bâtiment dessine un carré de 25 m², flanqué de 2 hautes stèles et entouré d'un péristyle à 36 arcades. Les massives portes d'entrée en cuivre ont été coulées dans les ateliers de Jean Laborde,.
Outre Rainiharo et ses deux fils, le mausolée renferme 33 corps. Les hommes sont réunis dans la chambre nord, et les femmes dans la chambre sud. Une des espèces d'arbres plantées sur le terrain est un voatainosy. L'accès au promontoire du tombeau est interdit.